# Гордон, Льюис, 3-й маркиз Хантли
Льюис Гордон (англ. Lewis Gordon; ок. 1626—1653), 8-й граф и 3-й маркиз Хантли, 3-й граф Энзи и виконт Инвернесс (c 1651 года), — шотландский барон из рода Гордонов, участник ковенантского движения и гражданских войн в Шотландии середины XVII века.

## Биография
Льюис Гордон был третьим сыном Джорджа Гордона, 2-го маркиза Хантли и леди Анны Кэмпбелл, сестры маркиза Аргайла, лидера шотландских ковенантеров.
В период Гражданской войны в Шотландии 1644—1646 гг. он несколько раз переходил из одного враждующего лагеря в другой: так в сентябре 1644 года Льюис Гордон в стане ковенантеров защищал Абердин от войск роялистов Монтроза (битва при Абердине), а уже в следующем году участвовал в кампаниях Монтроза в северо-восточной Шотландии. В 1645 году в сражении при Алфорде пал старший сын маркиза Хантли, лорд Джордж Гордон, а в 1648 году в изгнании во Франции умер второй брат Льюиса, Джеймс Гордон, виконт Абойн. В результате, после казни маркиза Хантли в 1649 году Льюис унаследовал права на владения и титул Гордонов.
В марте 1651 года под давлением короля Карла II парламент Шотландии отменил решение о конфискации владений Гордонов, принятое в 1649 году, и Льюис вступил в права 3-го маркиза Хантли. Он поддержал короля в его борьбе с радикальными ковенантерами, а после разгрома королевской армии в битве при Вустере 3 сентября 1651 года возглавил военные силы шотландцев в Абердиншире, продолжавших сопротивление английским захватчикам. Однако уже 21 ноября 1651 года маркиз Хантли был вынужден капитулировать перед английскими войсками, что означало фактическое завершение завоевания Шотландии Оливером Кромвелем. В 1653 году Льюис Гордон скончался, оставив единственного сына Джорджа, будущего 1-го герцога Гордон.